# Luperosaurus palawanensis
Luperosaurus palawanensis är en ödleart som beskrevs av  Brown och ALCALA 1978. Luperosaurus palawanensis ingår i släktet Luperosaurus och familjen geckoödlor. IUCN kategoriserar arten globalt som otillräckligt studerad. Inga underarter finns listade i Catalogue of Life.